# 五莲县
五蓮縣地處山东半岛南部、日照市東北端，東临青岛市黄岛區（西海岸新區），南接日照市東港區，西連莒縣，北靠諸城。面積為1443平方公里。縣人民政府駐富強路108號。

## 歷史
先秦時期，先後為莒、越、楚、齊所轄；秦漢帝國以後屬密州、青州及莒州轄；1947年5月建縣，由原諸城縣、日照縣、莒縣三個縣的部分區鄉組成。建縣后一度隸屬膠東區滨北专区、胶州专区；1956年3月胶州專區撤銷後，改屬昌濰專區；1992年由潍坊市劃入日照市。

## 人口
截至2020年11月1日零時，根據第七次全国人口普查五蓮縣常住人口443600人。

## 地理
五蓮縣地處黃海之濱的山東半島低山丘陵區，地貌以山地丘陵為主。境內山嶺起伏河川縱橫，北部和西部有小塊平原。境內河流為三大水系的發源地，濰河水系、沭河水系、沿海諸河水系。

## 行政区划
五莲县下辖2个街道办事处、8个镇、2个乡：
洪凝街道、高泽街道、街头镇、潮河镇、许孟镇、于里镇、汪湖镇、叩官镇、中至镇、松柏镇、石场乡和户部乡。

## 交通
- 206国道過境
- 342国道過境
- 胶新铁路過境並設五莲站
- 潍日高速公路貫穿南北
- 附近機場：日照山字河机场、青岛胶东国际机场

## 社會
五蓮地區使用語言屬：膠遼官話-青萊片-青島小片-五蓮方言

## 经济发展
2022年五莲全年实现地区生产总值220.44亿元、增长3.2%；规模以上工业增加值增长-3%；固定资产投资增长8.7%；完成进出口总额45亿元，增长12.5%；全体居民人均可支配收入增长5.6%，其中城镇居民、农村居民分别增长5.2%、7.2%。全县实现一般公共预算收入14.79亿元，增长7.2%；社会消费品零售总额增长1.6%；实际使用外资2910万美元。发展增速相较于日照市其他地区较为缓慢，但高新技术产业开发区规模不断扩大比重稳步增长，正推进高质量发展的进程。